# Stella Calloni
Stella Manuela Juliana Calloni Leguizamón (Entre Ríos, 19 de junio de 1935) es una periodista y escritora argentina especializada en política internacional, cuyos trabajos de investigación se centraron en las dictaduras militares latinoamericanas y los procesos políticos relacionados. 
Sus libros Los años del lobo: la Operación Cóndor (1999) y Operación Cóndor, pacto criminal (2006) reúnen parte de sus investigaciones sobre la operación conocida como el Plan Cóndor. 

## Biografía
Stella Calloni nació en 1935 en la pequeña localidad de Pueblo Leguizamón, en el departamento La Paz, provincia de Entre Ríos. Cursó sus primeros estudios en su provincia y luego se trasladó a Buenos Aires para completar su formación. Allí se vinculó con militantes de izquierda e intelectuales como Zelmar Michelini, Néstor Taboada Terán y Miguel Ángel Asturias y comenzó a publicar en revistas como Política Internacional o Cristianismo y revolución.
Realizó su primera cobertura periodística internacional durante las elecciones chilenas de 1970. Durante la dictadura cívico-militar que gobernó Argentina desde 1976 a 1983 se exilió en México y Panamá. En esos años trabajó como editora de la revista Formato Dieciséis y como guionista del Grupo Experimental de Cine Universitario de la Universidad de Panamá.
Es colaboradora de la Red Voltaire, creada por iniciativa de Thierry Meyssan, editora de El Día Latinoamericano y corresponsal en América del Sur para La Jornada, ambos de Ciudad de México.
A lo largo de su trayectoria profesional ha entrevistado a distintos Jefes de Estado, como Fidel Castro, Hugo Chávez, Evo Morales, Luiz Inácio Lula da Silva, Rafael Correa, Daniel Ortega, Salvador Allende, Omar Torrijos, James Carter, Yaser Arafat, Muamar Khadafi y Felipe González, entre otros.

## Obras publicadas
Stella Calloni publicó poesía, narrativa, biografías y ensayos, además de numerosos artículos en diversos periódicos y medios de prensa especializados.
- Torrijos y el Canal de Panamá. Buenos Aires: Editora Nuestra América. 1974. OCLC 35781117.
- Carta a Leroi Jones y otros poemas. Panamá: Ediciones Formato Dieciseis. 1983. OCLC 11312241.
- La "guerra encubierta" contra Contadora: Centroamérica, enero-diciembre de 1983. Panamá: Centro de Capacitación Social. 1984. OCLC 10521033. En coautoría con Rafael Cribari
- Nicaragua, el tercer día. Buenos Aires: Ediciones Noé. 1987. OCLC 17639707.
- Los riesgos de la soberanía. Buenos Aires: Ideas, Letras, Arte en la Crisis. 1988. OCLC 252942140.
- Panamá: pequeña Hiroshima (1ª edición). México: Publicaciones Mexicanas. 1991. ISBN 9789686352207. OCLC 29549788.
- El hombre que fue yacaré. Buenos Aires: Ediciones Papeles de Coghlan. 1998. ISBN 9789879949771. OCLC 49909141. Narrativa de ficción.
- Memorias de trashumante. Buenos Aires: Papeles de Coghlan. 1998. ISBN 9789879954843. OCLC 760393682. Poesía
- Los años del lobo: Operación Cóndor. Buenos Aires: Peña Lillo - Continente. 1999. ISBN 9789507540547. OCLC 807660851. Prólogo de Adolfo Pérez Esquivel.
- Argentina: de la crisis a la resistencia. México: La Jornada Ediciones. 2002. ISBN 9789686719727. OCLC 52618873.
- Qué son las asambleas populares. Buenos Aires: Continente. 2002. ISBN 9789507540974. OCLC 250007942. En coautoría con  	Rafael Antonio Bielsa y Miguel Bonasso
- La invasión a Iraq: guerra imperial y resistencia. Buenos Aires: Ediciones Instituto Movilizador de Fondos Cooperativos. 2003. ISBN 9789508601438. OCLC 54494615. En coautoría con Víctor Ego Ducrot
- Recolonización o independencia - América Latina en el siglo XXI (1ª edición). Buenos Aires: Grupo Editorial Norma. 2004. ISBN 9789875451971. OCLC 57922094. En coautoría con Víctor Ego Ducrot
- Operación Cóndor: pacto criminal. La Habana: Fondo Cultural del ALBA. 2006. ISBN 9789591900012. OCLC 216942037. Traducido al alemán en 2010 con el título Operación Cóndor: Lateinamerika im Griff der Todesschwadronen
- Xamán: un ejemplo de impunidad dentro del genocidio guatemalteco y experiencias comparadas de países latinoamericanos. San Sebastán: Tercera Prensa. 2006. ISBN 9788487303920. OCLC 1025413468. En coautoría con Xavier Goikolea Ameraun
- Los subverdes. Buenos Aires: Patagonia. 2007. ISBN 9789872232771. OCLC 552977777.. Poesía. 1ª edición ca. 1976
- Evo en la mira: CIA y DEA en Bolivia. Buenos Aires: Punto de Encuentro. 2009. ISBN 9789871567119. OCLC 837382018. Pŕologo de Adolfo Pérez Esquivel
- Operación Cóndor, 40 años después. Infojus. 2015. ISBN 9789873720420. OCLC 1037097323. En coautoría con Baltasar Garzón y Grègoire Champenois
- Mujeres de fuego: historias de amor, arte y militancia. Buenos Aires: Peña Lillo Ediciones Continente. 2016. ISBN 9789507546044. OCLC 1045293428. Entrevistas a Gloria Gaitán, Fanny Edelman, Gladys Marín, Danielle Mitterrand, Nélida Piñón, Nidia Díaz,  Rigoberta Menchú, Sarah Méndez y Olga Orozco. Relatos biográficos sobre la vida de Manuela Sáenz, Frida Kahlo y Rosario Castellanos
- Donde baila la tierra - Antología poética (1ª edición). Continente. 2019. ISBN 9789507546525. Poesía.
- La cabeza desaparecida de Pancho Ramírez - Una novela de caudillos, luchas y amores (1ª edición). Buenos Aires: Ediciones Continente : Peña Lillo. 2023. ISBN 9789507547577. Ficción histórica.

## Premios y reconocimientos
Recibió importantes distinciones y reconocimientos:
- Premio Latinoamericano de Periodismo José Martí (1986).[10]
- Premio Escuela de Periodismo TEA (2003).[11]
- Distinción Félix Elmuza de la Unión de Periodistas de Cuba (2006).[12]
- Orden de la Independencia Cultural Rubén Darío (2008).[13]
- Premio Rodolfo Walsh de la Universidad de La Plata (2012).[14]
- Personalidad destacada en el ámbito de los Derechos Humanos por la Legislatura de la Ciudad de Buenos Aires (2014).[15]
- Embajadora Cultural Entrerriana ad honorem (2014) por disposición del Gobierno de la provincia de Entre Ríos.[16]
- Reconocimiento Trinchera (2024) entregado por el Multimedio Trinchera por su trayectoria periodística y su compromiso con la justicia y las causas populares.[17]

En 2013 los periodistas Julio Ferrer y Héctor Bernardo publicaron una narración de tipo biográfico, construida a partir de una serie de entrevistas a Stella Calloni y prologada por Fidel Castro.
En 2022 fue homenajeada junto a otras 14 profesionales de los medios, por parte del colectivo Periodistas Argentinas, en tanto referente e inspiradora. Este reconocimiento le fue otorgado el 8 de marzo en el marco del Día Internacional de la Mujer.